# 井上雅博
井上 雅博（いのうえ まさひろ、1957年2月12日 - 2017年4月25日）は、日本の実業家。ヤフー株式会社元代表取締役社長。ヤフー株式会社2代社長。

## 概要
1996年に孫正義ソフトバンク社長らとともにヤフー株式会社を創業し、同年に孫初代社長の跡を継いで2代目社長となる。孫正義の右腕として、1996年から2012年にかけて、実質的にヤフーを切り盛りした。1999年に「Yahoo!オークション」（ヤフオク）を開始するなど、検索サービス以外にもヤフーのサービスを次々と拡充し、退任まで16期連続の増収増益を成し遂げた。Googleなど競合検索エンジンの普及に伴い、本家である米Yahoo!の経営が悪化するのを尻目に、日本のヤフーを巨大メディア企業に導き、「ヤフーを作った男」と称される。
2012年、スマートフォンの普及によりヤフーの業績の伸びが鈍化したため、孫がヤフー経営陣の刷新を決断し、ヤフー社長を退任させられる。これを機にビジネスの世界とは完全に縁を切り、55歳で引退する。引退した後は、1000億円とも言われる資産を手に、ワイン、葉巻、クラシックカーレースなど、趣味の世界に没頭。
2017年4月、カリフォルニアでクラシックカーレース中に事故を起こし、死去。60歳没。

## 経歴
東京都世田谷区祖師谷生まれ。父は医療業界専門紙の記者兼編集者で、母は専業主婦。東京都立松原高等学校を経て、1979年に東京理科大学理学部数学科を卒業後、ソード電算機システムに入社。1987年に退社。1987年からソフトバンク総合研究所入社。1992年にソフトバンクに転社。1994年社長室長を経て、1996年1月に米国のYahoo!との合弁でヤフー株式会社の創業に孫正義社長の側近として関与。同年7月からヤフー株式会社代表取締役社長に就任。1997年11月には同社株式を店頭市場に、そして創業7年目の2003年10月には東証1部に上場。2009年度から義務付けられた役員報酬開示制度では、1億5900万円の役員報酬を受けていることが公表された。2012年6月22日、同社代表取締役社長ならびにソフトバンク取締役を退任。2017年4月25日（日本時間4月26日）、アメリカ合衆国カリフォルニア州で、クラシック・スポーツカーの耐久レース大会に参加している最中に自損事故を起こし、死去。60歳没。